# Verdrag inzake de uitbanning van alle vormen van discriminatie van vrouwen
Het Verdrag inzake de uitbanning van alle vormen van discriminatie van vrouwen (Convention on the Elimination of All Forms of Discrimination against Women, afgekort als CEDAW) is gebaseerd op de Universele Verklaring van de Rechten van de Mens. In het Nederlands staat het ook wel bekend als het VN-Vrouwenverdrag.

## Achtergrond
Het verdrag werd door de Algemene Vergadering van de Verenigde Naties aangenomen op 18 december 1979 en werd van kracht op 3 september 1981, toen het door twintig lidstaten was geratificeerd. België en Nederland ondertekenden het op 17 juli 1980 en ratificeerden respectievelijk op 10 juli 1985 en 23 juli 1991. Suriname trad toe tot het verdrag op 1 maart 1993. In 2020 hadden 189 landen het verdrag geratificeerd. Veel landen hebben bij bepaalde verdragsbepalingen  voorbehoud gemaakt.

## Inhoud
Discriminatie van vrouwen wordt in het verdrag als volgt gedefinieerd: "elke vorm van onderscheid, uitsluiting of beperking op grond van geslacht, die tot gevolg of tot doel heeft de erkenning, het genot of de uitoefening door vrouwen van de rechten van de mens en de fundamentele vrijheden op politiek, economisch, sociaal of cultureel gebied, op het terrein van de burgerrechten of welk ander gebied dan ook, ongeacht hun echtelijke staat, op de grondslag van gelijkheid van mannen en vrouwen aan te tasten of teniet te doen".
Staten die het verdrag hebben ondertekend, verplichten zich om op veel van de erin geregelde onderwerpen "passende maatregelen" te nemen.

## Facultatief Protocol

Deelname aan het Facultatief Protocol
Ondertekend en geratificeerd
Toegetreden of opgevolgd
Ondertekend en geratificeerd, maar erkent geen competentie voor Artikel 8 en 9
Alleen ondertekend, niet geratificeerd
Niet ondertekend

## Facultatief Protocol[3]
Het Facultatief Protocol bij het Verdrag inzake de uitbanning van alle vormen van discriminatie van vrouwen (OP-CEDAW) werd op 6 oktober 1999 door de Algemene Vergadering van de Verenigde Naties aangenomen. Dit Protocol houdt in dat individuen een klacht van discriminatie tegen vrouwen kunnen indienen bij het Comité inzake de uitbanning van alle vormen van discriminatie van vrouwen (CEDAW Committee) als hun klacht in hun eigen land niet serieus wordt genomen. Dit kan ertoe leiden dat het Comité de situatie van vrouwen in het land gaat bestuderen, inclusief door inspecteurs naar dat land te sturen en eventueel de regering van dat land berispen en niet-bindende aanbevelingen doen hoe de situatie dient te worden verbeterd. Omdat een aantal landen bezwaren maakte tegen een deel van dergelijke procedures beschreven in Artikel 8 en 9 van het Protocol, voorziet Artikel 10 erin dat landen mogen aangeven dat ze het Comité geen competentie geven voor Artikel 8 en 9; Bangladesh, Belize, Colombia, Cuba en Tadzjikistan hebben dat gedaan. Per januari 2025 hadden 99 landen het Protocol ondertekend terwijl er in totaal 189 landen aan meededen.